# Sepp Eringer
Sepp Eringer (* 21. März 1873 in Passau; †  4. Februar 1931 in München) war ein bayerischer Volksschauspieler, Vortragskünstler und Humorist.

## Leben und Wirken
Der Eringer Seppl wurde als Josef Georg Eringer am 21. März 1873 in Passau geboren und erlernte das Handwerk des Porzellanmalers, bevor er auf die Volkssängerbühne stieg. Seine Laufbahn als Schauspieler begann er im Alter von 20 Jahren am Theater in Landshut. Seine Lehrer waren Franz Paul Baudrexler (1855–1911), Theaterleiter in Landshut, und der Kapellmeister und Unterhaltungskünstler Johann Straßmeier (eigtl. Vrbanitz, 1866–1921).
Ab 1895 begann für ihn „ein unruhiges künstlerisches Wanderleben“, welches 12 Jahre dauern sollte und ihn nach Wien, Klagenfurt, Innsbruck und Pressburg (Bratislava) führte. Er gastierte auch im schlesischen Bielitz, in der – damals bayerischen – Pfalz in Kaiserslautern und drei Jahre lang am Stadttheater von Meran.
Eringer sammelte viel Erfahrung an unterschiedlichen Bühnen, hatte eine sehr dramatische Mimik und konnte sich gut schminken und maskieren. Auf einer Ansichtskarte wird ihm sogar das Prädikat „Charakterkomiker“ verliehen.
Ab 9. Mai 1907 war er am Volkssänger-Lokal „Platzl“ in München bei seinem Lehrmeister Straßmeier engagiert, welcher dort die Bauernkapelle “D' Dachauer” leitete. Der ebenfalls aus Passau gebürtige Volkssänger Metzner Girgl, der seit 1906 am „Platzl“ bei den “G’scheerten” war und ‘das Komödispielen ausgezeichnet beherrschte’, hatte ihn dorthin gebracht.
Hier traf er auch mit dem Volkssänger Weiß Ferdl zusammen, mit dem er sich nach dem Weltkrieg 1921 in die Direktion der Bühne im „Platzl“ teilte. 1927 konnte er dort sein 20-jähriges Bühnenjubiläum feiern, zu dem auch Seine Königliche Hoheit Prinz Alfons von Bayern erschien. Seinen letzten Auftritt hatte er am 7. November 1930.
Eringer starb am 4. Februar 1931 im Alter von 58 Jahren. Er liegt auf dem Münchener Ostfriedhof begraben.

## Tondokumente
- Mit dem Weiß Ferdl zusammen besprach Eringer auch Grammophonplatten bei der Lindström-Marke Beka:
  - 1. Aufgen. Juli 1921, München:
    - B. 5105-I (mx. 31225) Schlangltag. Original Dachauer Bauernkapelle vom „Platzl“ München, Leitung Franz Kellner. Weiß Ferdl und Sepp Eringer.
    - B. 5105-II (mx. 31226) Beim Veteranenfest. Original Dachauer Bauernkapelle vom „Platzl“ München, Leitung Franz Kellner. Weiß Ferdl und Sepp Eringer.
    - B. 5106-I (mx. 31227) Bauern-Betriebsrat. Original Dachauer Bauernkapelle vom „Platzl“ München, Leitung Franz Kellner. Weiß Ferdl und Sepp Eringer.
    - B. 5106-II (mx. 31228) Musikprobe der Tipflhausener Feuerwehr. Original Dachauer Bauernkapelle vom „Platzl“ München, Leitung Franz Kellner. Weiß Ferdl und Sepp Eringer.

  - 2. Aufgen. 22. Oktober 1928, München:
    - B. 6628-I (mx. 36534) Da Sinzinger. D’Dachauer vom “Platzl”, München. Der Weiß Ferdl und Eringer Seppl.[7]
    - B. 6628-II (mx. 36536) Am Kirta-Tanzboden (mit Rauferei). D’Dachauer vom “Platzl”, München. Der Weiß Ferdl und Eringer Seppl.[8]
    - B. 6664-I (mx. 36537) Erntedankfest. D’Dachauer vom “Platzl”, München. Der Weiß Ferdl und Eringer Seppl.
    - B. 6664-II (mx. 36538) Die alten Leut. D’Dachauer vom “Platzl”, München. Der Weiß Ferdl und Eringer Seppl.[9]
    - B. 6665-I (mx. 36539) ‘s Weisen - Ein Hochzeitsbrauch. D’Dachauer vom “Platzl”, München. Der Weiß Ferdl und Eringer Seppl.
    - B. 6665-II (mx. 36540) Zwei schwerhörige Bauern. Der Weiß Ferdl und Eringer Seppl.
- Odeon O-2714 a (mx. Be 7531) Zwei schwerhörige Bauern. Der Weiß Ferdl und Eringer Seppl. Direktoren am „Platzl“ München.[10]
- Odeon O-2714 b (mx. Be 7521) Mir san ned vo Pasing.  D’Dachauer vom “Platzl”, München. Der Weiß Ferdl und Eringer Seppl. Direktoren am „Platzl“ München.[11]